# Kłodzko
Kłodzko (német nyelven Glatz, cseh nyelven Kladsko) város Lengyelországban, az Alsó-sziléziai vajdaság délnyugati részén.

## Fekvése
Wrocławtól mintegy 80 kilométerrel délnyugatra fekvő település.

## Története
Nevét 981-ben Prágai Cosmas cseh krónikás említette először Castellum Kladsko néven.
A sziklás hegyoldalra épített vár az akkori cseh–lengyel határon, a Kłodzkói-Nysa (Glatzi-Neisse) bal partján állt és még Szent Adalbert apja építtette.  A várat és a hozzá tartozó cseh mezővárost (Kladsko) többször megostromolták és elpusztították a  Csehország és Lengyelország közötti viták során. Glatz 1114 körül Lengyelországhoz került, Soběslav pedig Csehországhoz. 1129-ben erősítették meg a várat, hogy biztosítsa a fontos Prága–Náchod–Glatz–Breslau közötti utat.

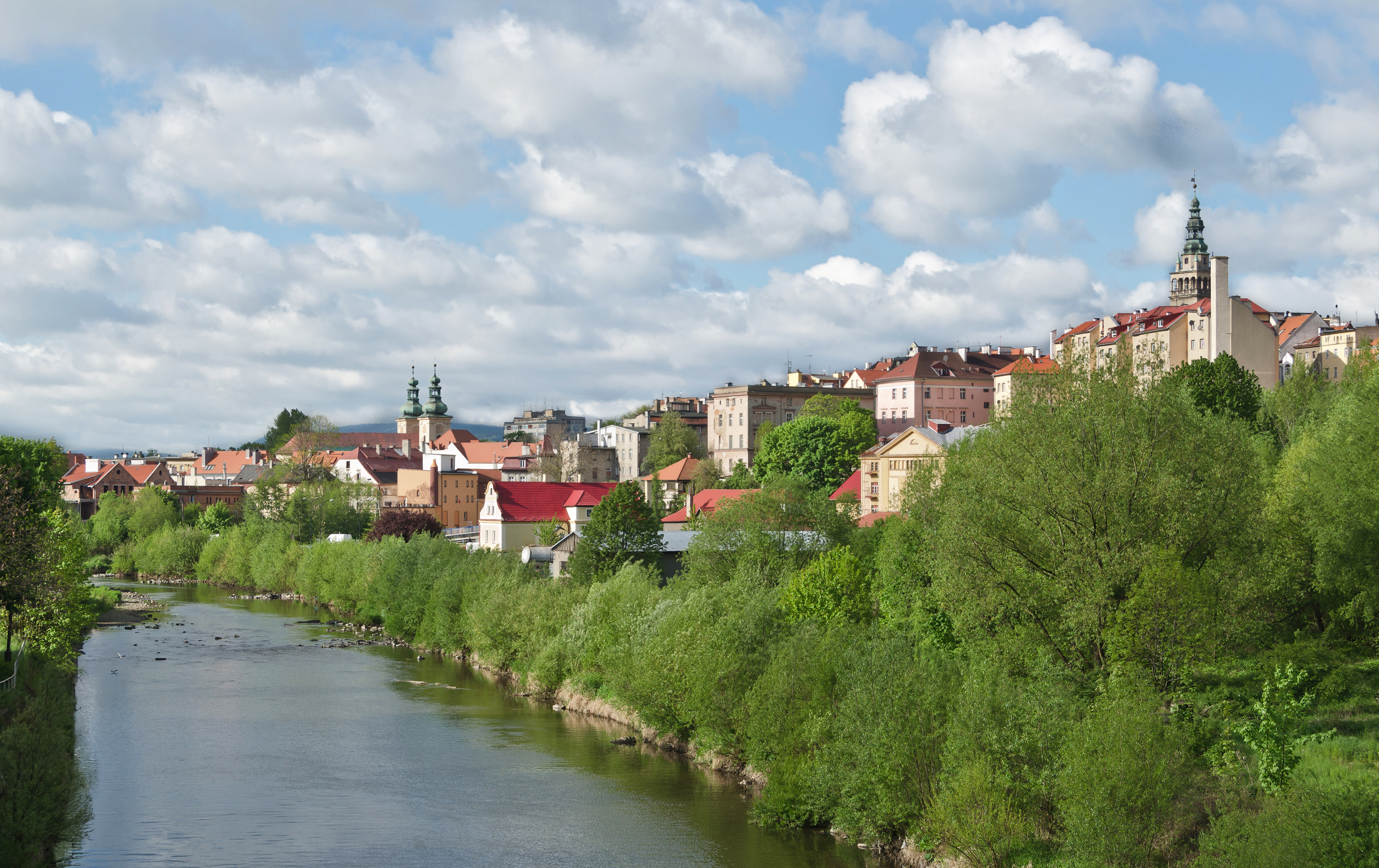
Kłodzko látképe

A 12-13. században Glatzba német telepeseket telepítettek. A várhegy alatt egy fallal körülvett település épült ki, amely  1114-ben már mint mint város volt említve. 
1183-ban Szent János-kórházát is említik az oklevelek, 1243 a vár északnyugati részén a Vencel-templomot, 1184-ben Szűz Mária kápolnáját említették. A város nevének német Glatz nevét először 1223-ban említették. 
A 14. században fontos volt a város kézműipara; a vászonkészítés; takács, és számos más kézműves foglalkozás, sörkészítés és a kereskedelem is.
A huszita háborúk alatt a város nagyrészt megmenekült a pusztulástól.
A reformáció idején, Glatz is egyik központja volt a reformáció eszméinek.
1622-ben a várost a császári csapatok foglalták el. A harmincéves háború idején 930 épület pusztult el. 1635-ben pedig a pestisjárvány ölte meg a város 4000 lakosát, miáltal a város nagyrészt elnéptelenedett. 1680-ban ismét tombolt a járvány, ekkor 1500 lakos esett áldozatául.
A sziléziai háborúk alatt Glatz városát többször megostromolták és elfoglalták. 1741-ben pedig a poroszok ostromolták, sikertelenül. 1742-ben a poroszoknak végül sikerült elfoglalni a várost és a várat.
Kłodzko ma Alsó-Szilézia egyik legfontosabb központja a kultúrának, kereskedelemnek és az idegenforgalomnak.

## Nevezetességek
- Erőd - egy magas sziklán álló erőd, kilátással a városra. A 9. században, Nagy Frigyes idejében épült, ez volt Poroszország egyik legnagyobb erődje.
- Híd
- Alagutak
- Nagyboldogasszony templom - jelenleg Lengyelországban a gótikus építészet egyik legjelentősebb példája, a 14. században a johanniták idején épült.

## Itt születtek, itt éltek
- David Origanus (1558–1628) - matematikus
- Johann Christoph Pezel (1639–1694) - zeneszerző
- Althann Mihály Frigyes (1682–1734) váci megyés püspök
- Sophie Charlotte Elisabeth Ursinus (1760–1836) - sorozatgyilkos
- Friedrich Wilhelm Riemer (1774–1845) - Johann Wolfgang von Goethe titkára
- Friedrich Wilhelm Hemprich (1796–1825) - tudós
- Eduard Tauwitz (1812–1894) - zeneszerző
- Emma Ihrer (1857–1911) - politikus
- Gustav Adolf von Götzen (1866–1910) Kelet-Afrika kutató

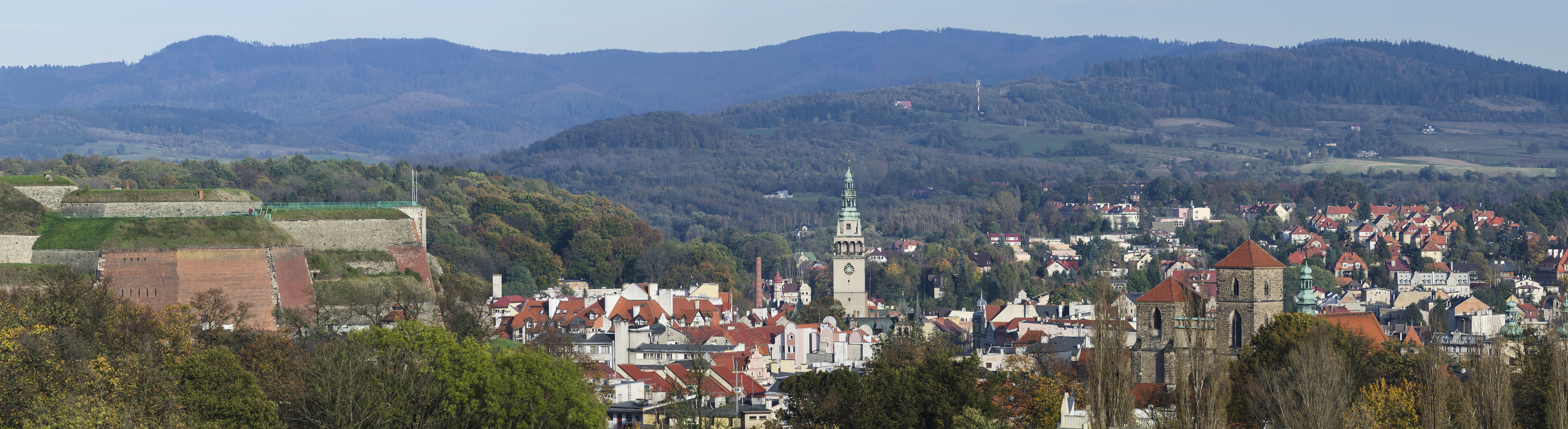
Kłodzko

- Otto Reche (1879–1966) - tudós

## Látnivalók a környéken
- Stołowe hegység, Stołowe Mountains Nemzeti Park
- Fürdővárosok: Polanica-Zdrój, Duszniki-Zdrój, Kudowa-Zdrój & Lądek-Zdrój
- Középkori város:  Niemcza
- Cisztercita kolostor Henryków
- Wojsławice Arborétum

## Galéria

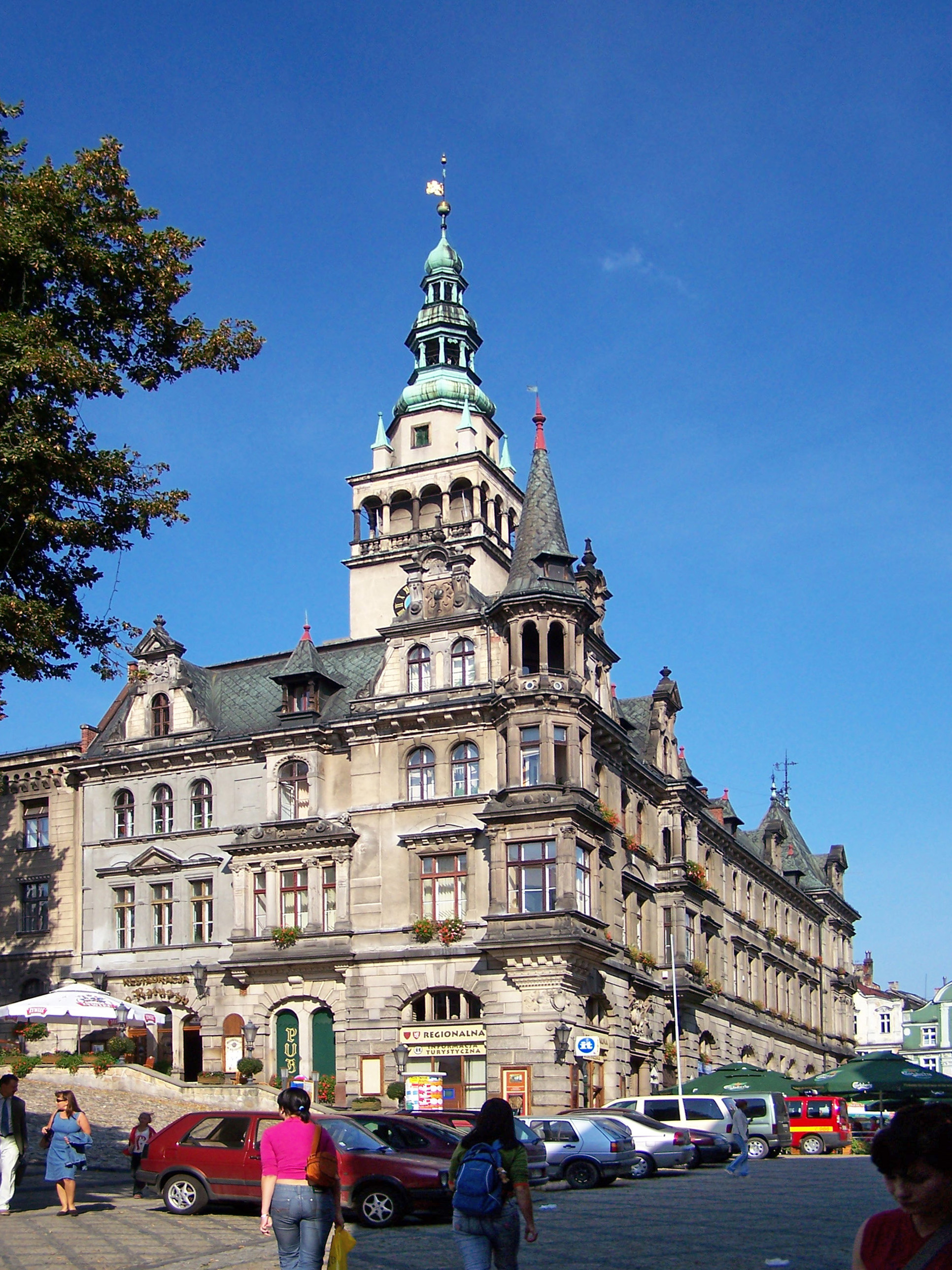
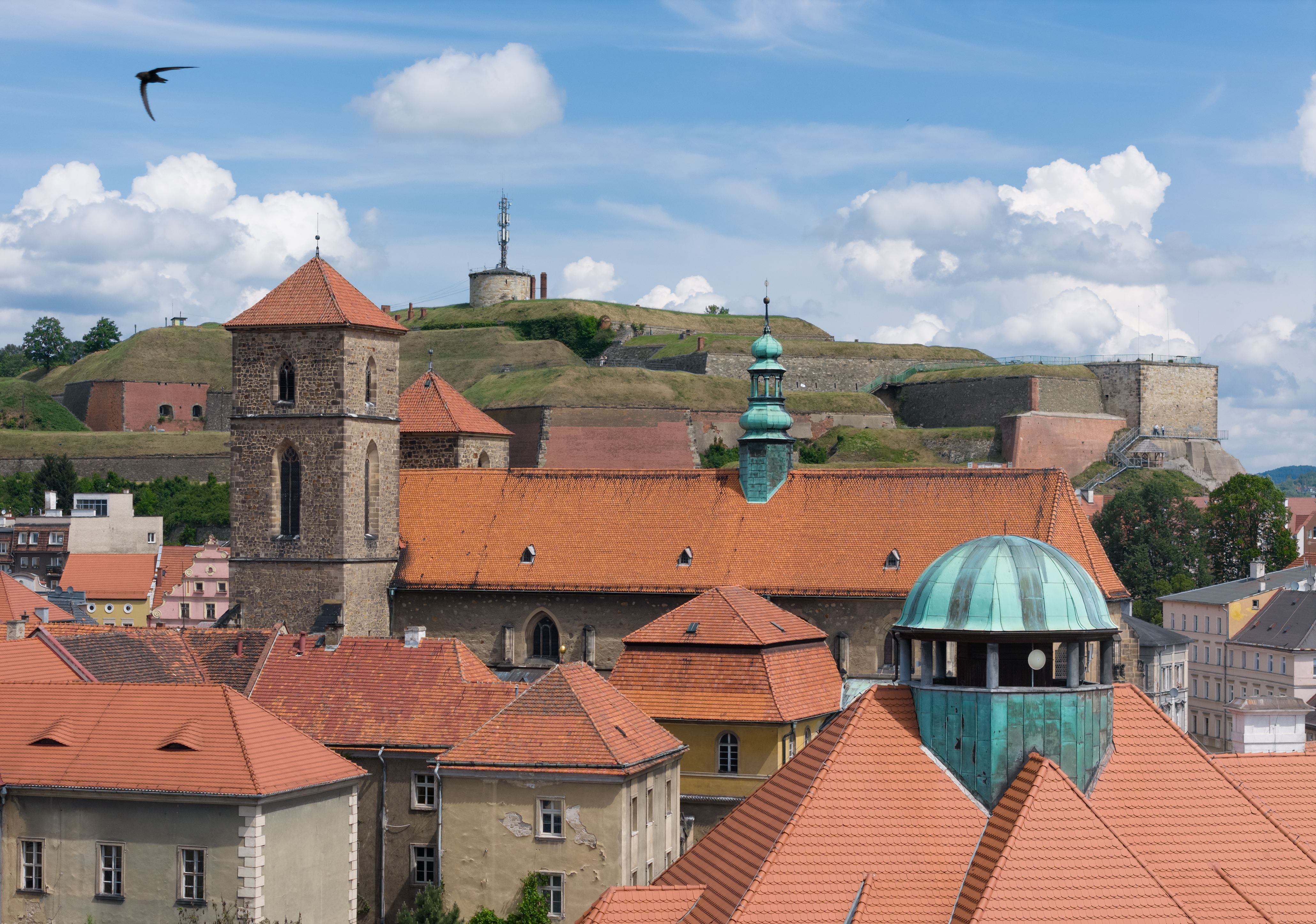
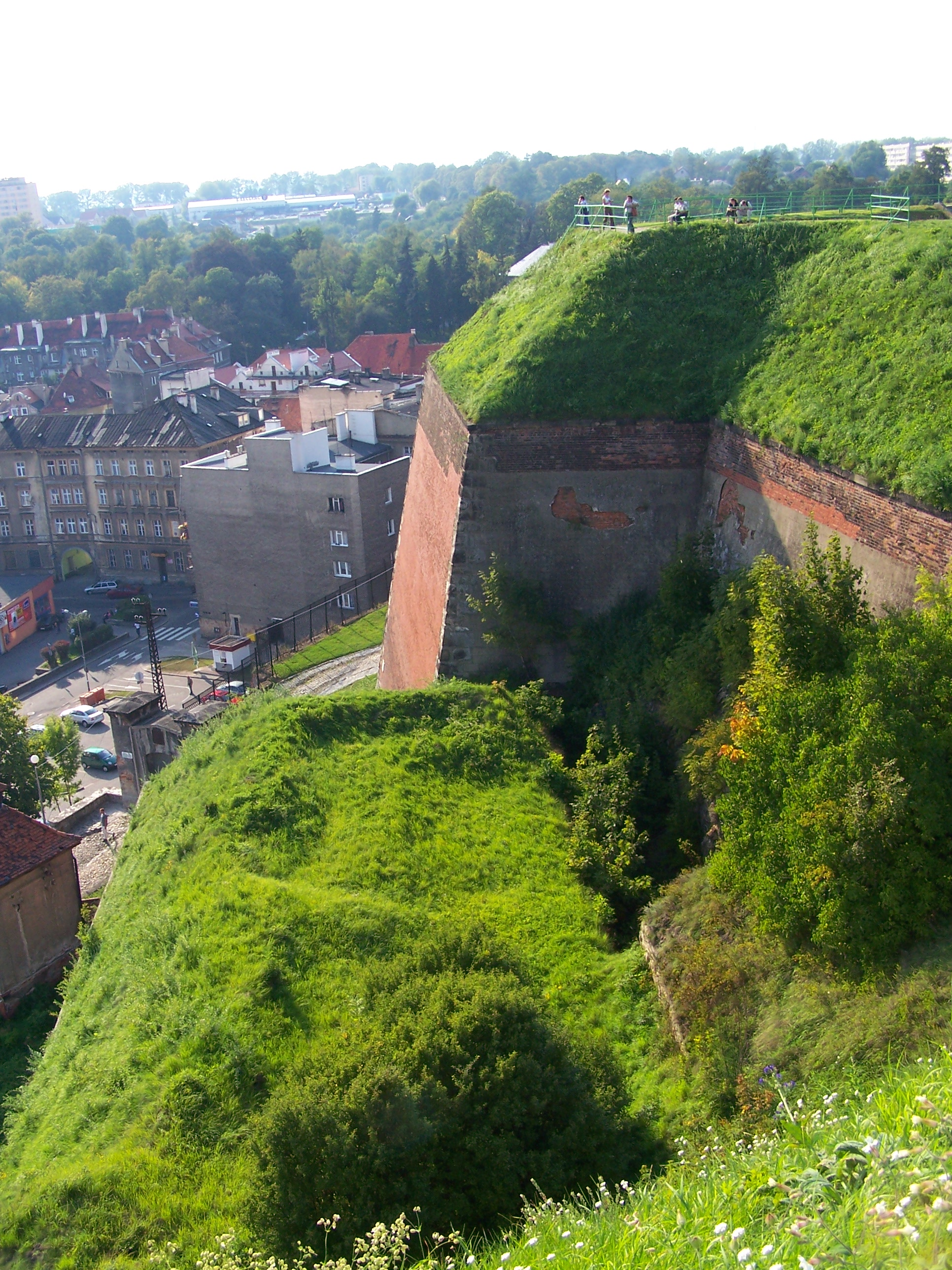
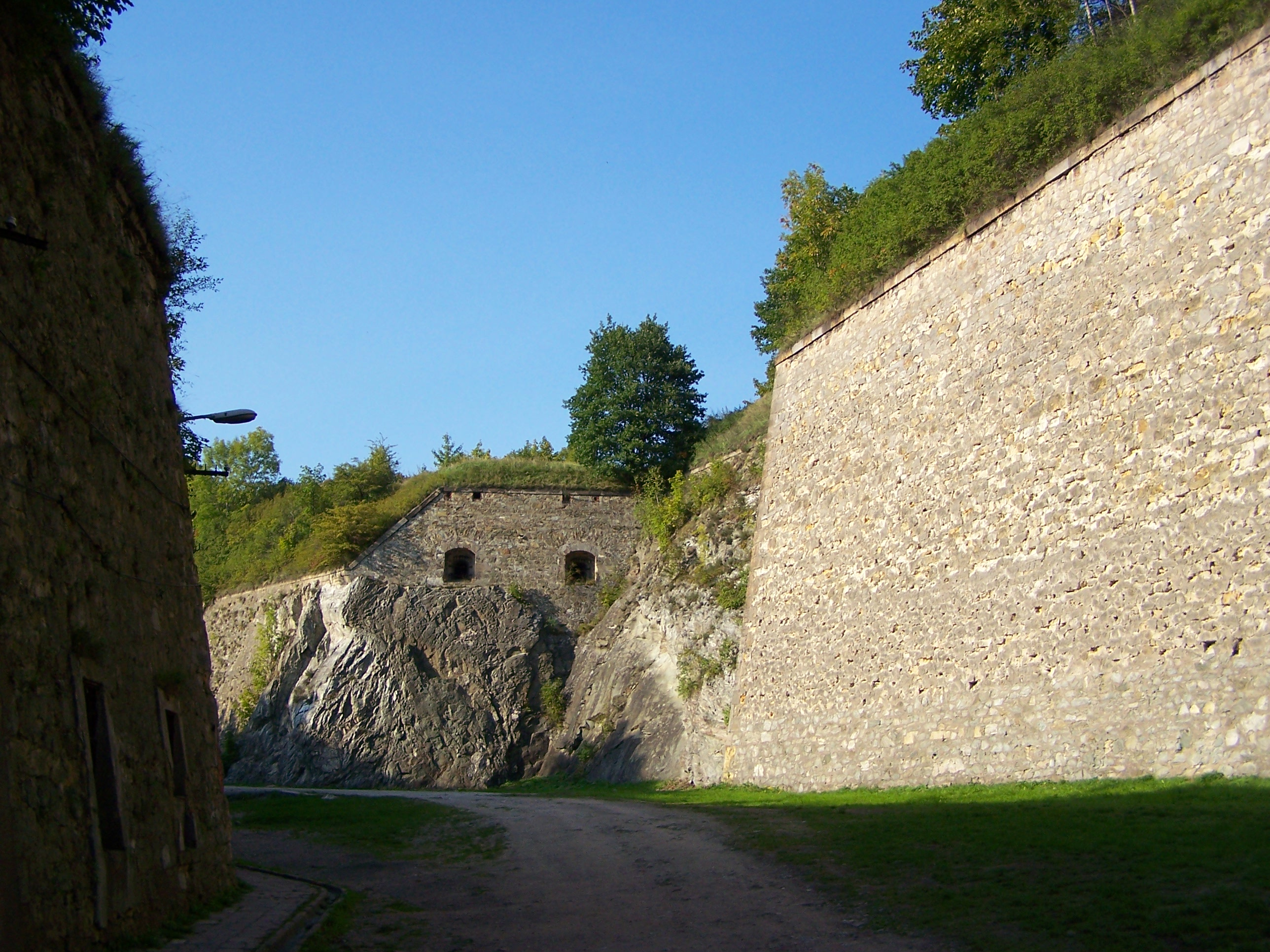
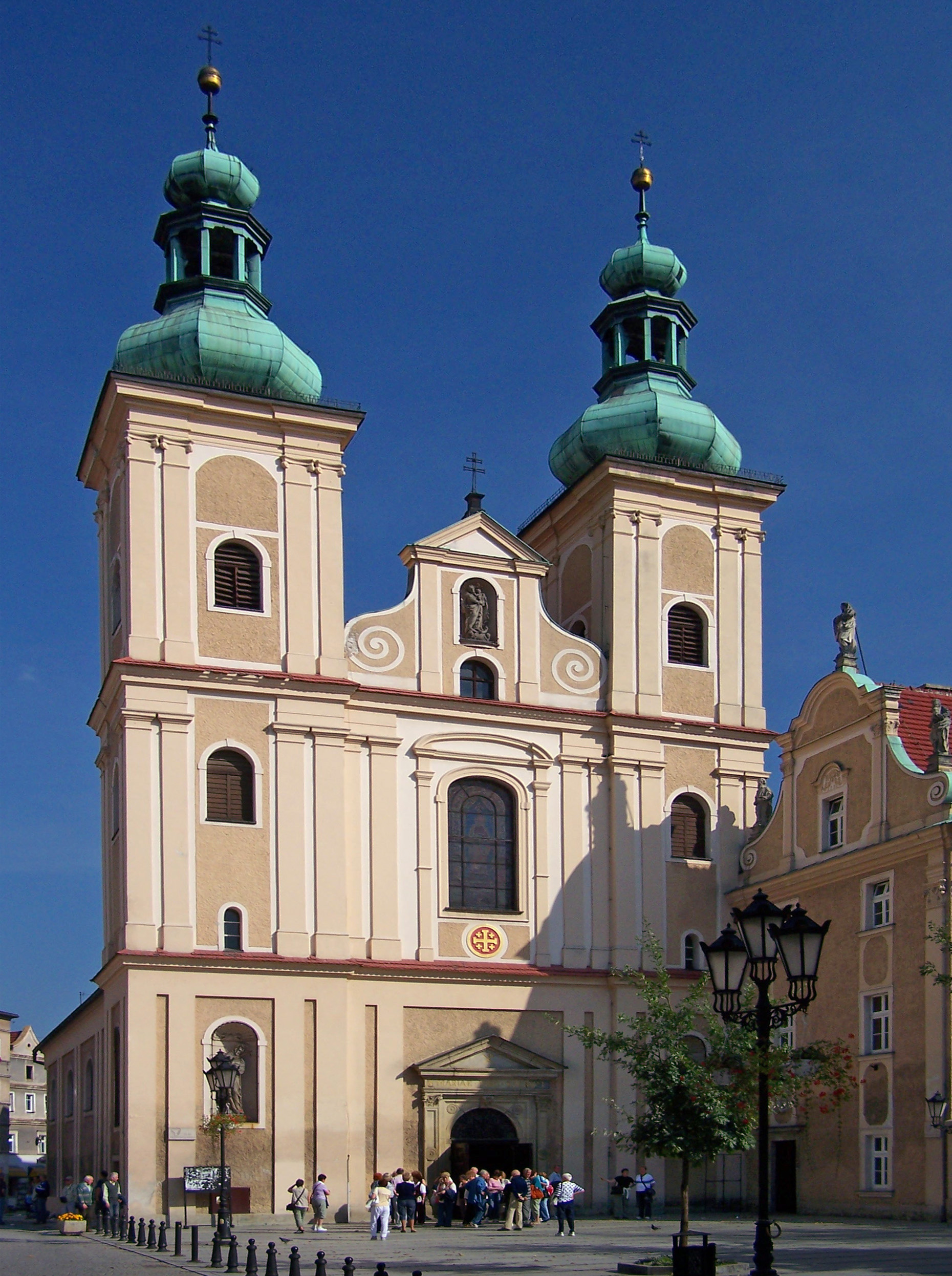